# Albert Guillaume

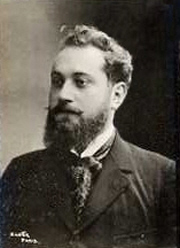
Albert Guillaume.

Albert Guillaume (14 de febrero de 1873 - 1942) fue un pintor y caricaturista francés.
Nacido en París, Albert Guillaume se convirtió en el caricaturista principal durante la Belle Époque. Aunque se lo recuerda principalmente por su arte en pósteres, también hizo pinturas al óleo como "Soirée parisienne", un retrato de la sociedad parisina. Creó pósteres teatrales y carteles publicitarios, que fueron muy influenciados por el trabajo de uno de los pintores sobresalientes del estilo, Jules Chéret.
Guillaume también es conocido por sus dibujos satíricos que aparecieron en revistas parisinas de humor tales como Gil Blas, Le Rire, L'Assiette au Beurre o Le Figaro illustré.
Ganador de una medalla de bronce en la Exhibición Universal de 1900 en París, Guillaume tiene muchas de sus ilustraciones publicadas en álbumes de firmas como "Ernest Maindron" y "Librairie illustrée, J. Tallandier" incluyendo tres álbumes de caricaturas militares con el prefacio de la edición de 1896 escrito por Georges Courteline.
Albert Guillaume falleció en 1942 en la localidad de Faux, departamento de Dordoña.